# 대전가톨릭평화방송
대전가톨릭평화방송(大田가톨릭平和放送, Daejeon Catholic Peace Broadcasting Corporation)은 가톨릭평화방송 대전세종충청권 네트워크이다. 천주교 대전교구에서 직영하는 대한민국의 천주교 계통 FM 라디오 방송국이다.

## 개요
2000년 대전광역시 중구 대종로 471 (대흥동 189)에서 방송국으로 설립되었으며, 대주주는 천주교 대전교구이다.

### 로고송(구,대전평화방송)
- PBC~ FM~ (라디오 시보용)
- PBC (삼종기도 종료후 舊)
- 사랑이 있어요 평화가 있어요 우리 모두 하나가 되어요 기쁜소식 밝은세상 PBC 평화방송 (대전평화방송 전용)
- 기쁜 소식을 나누어요 밝은 세상을 만들어요 기쁜 소식 밝은 세상 PBC 평화방송 (국악버전)(대전평화방송 전용)
- 오 샬롬 샬롬 평화가 여러분과 함께 생명사랑 FM PBC 평화방송
- 생명사랑 FM 평화방송 (삼종기도 종료후 現)
- 사~랑과 평화가 여기 PBC 평~화방송
- 기쁜 소식을 여러분께 우리 함께 손잡고 희망을 키워가요 PBC FM 평화방송 평화방송 평화방~송~!
- 생명에 말씀을 전하는 것 사랑을 꽃피는 것 행복을 전하는 기쁨 커지는 행복 PBC 평화방송~

### 로고송(대전가톨릭평화방송)
- 기쁜소식 밝은세상 가톨릭평화방송 (무광고 시보에서 많이 사용)
- CPBC CPBC CPBC 가톨릭평화방송 CPBC~ (Song By : 김도향)
- 아름다운 세상 우리 함께 나누어요 지금 여기 가톨릭평화방송~ (삼종기도 전후)
- 기쁜소식~ 밝은세상~ 가톨릭평화방송

## 방송국 연혁
- 1995.12.08 : 대전 교구장 경갑룡 주교 대전교구설정 40주년(1958~1998) 기념사업의 일환으로 대전평화방송 설립 발의
- 1996.01.10 : 사제평의회에서 설립 확정
- 1996.05.27 : 공보처에 평화방송 대전 FM 방송국 허가 추진 의뢰
- 1999.05.10 : 방송국 개설 허가 추천서 획득 (문화관광부)
- 2000.02.21 : 대전평화방송 초대사장 임명 (방윤석 베르나르도 신부)
- 2000.02.21 : 연주소 장소 선정 (대전가톨릭 문화회관 5층 / 총 연면적 84평)
- 2000.04.27 : 정보통신부로부터 방송국 허가 취득 (주파수 : 106.3㎒/ 출력 : 3㎾/ 호출번호 : HLQO)
- 2000.08.11 : 고정국 주파수 획득 (주파수 : 945.750㎒/ 출력 : 2W)
- 2000.11.28 : 방송국 준공검사 완료
- 2000.12.01 : 대전평화방송 정규 프로그램 송출
- 2000.12.08 : 대전평화방송 축복식 및 개국식 거행
- 2001.12.01 : 대전평화방송 개국 1주년 기념식 거행
- 2002.12.01 : 개국 2주년 기념식 거행
- 2003.12.02 : 개국 3주년 기념식 거행
- 2004.12.01 : 개국 4주년 기념식 거행
- 2004.12.01 : 방송국 재허가(2007년도까지)
- 2005.02.03 : 대전평화방송 2대 사장취임(김정수 바르나바 신부)
- 2005.12.01 : 개국 5주년 기념식 거행
- 2006.12.01 : 개국 6주년 기념식 거행
- 2007.02.01 : 대전평화방송 3대 사장취임(윤병권 요셉 신부)
- 2007.07.21 : 개국 7주년 기념 “한 여름밤의 자선음악회” 개최
- 2008.12.01 : 개국 8주년 기념식 거행
- 2009.12.01 : 개국 9주년 기념식 거행
- 2010.12.01 : 개국 10주년 기념 “평화 음악회 우베거 콰르텟 내한공연”
- 2011.12.01 : 개국 11주년 기념식 거행
- 2012.01.19 : 대전평화방송 4대 사장취임(김홍식 시몬 신부)
- 2012.03.01 : 대전평화방송 칸타빌레 챔버오케스트라 창단
- 2012.12.01 : 개국 12주년 기념식 거행
- 2013.01.10 : 대전평화방송 여성합창단 창단
- 2013.12.01 : 개국 13주년 기념 "djpbc칸타빌레챔버오케스트라 정기연주회"
- 2014.01.23 : 대전평화방송 5대 사장취임 (장인국 세례자 요한 신부)
- 2014.07.01 : 대전평화방송 청주시 상당구, 흥덕구, 청원군 → 청주시 상당구, 흥덕구, 청원구, 서원구
- 2014.12.01 : 개국 14주년 기념
- 2015.12.01 : 개국 15주년 기념 “황창연 신부님 초청 특강”
- 2016.11.23 : "PBC대전평화방송"에서 "cpbc대전가톨릭평화방송"으로 방송국 명칭 변경
- 2016.12.01 : 개국 16주년 기념
- 2017.12.01 : 개국 17주년 기념
- 2018.12.01 : 개국 18주년 기념
- 2019.12.01 : 개국 19주년 기념
- 2020.12.01 : 개국 20주년 기념
- 2021.12.01 : 개국 21주년 기념
- 2022.12.01 : 개국 22주년 기념
- 2023.12.01 : 개국 23주년 기념

## 방송 주파수
| 방송국             | 호출부호 | 송신소        | 주파수     | 공중선전력 | 송신소 위치                         | 방송구역                   |
| ------------------ | -------- | ------------- | ---------- | ---------- | ----------------------------------- | -------------------------- |
| 대전가톨릭평화방송 | HLQO-FM  | 식장산 송신소 | FM 106.3㎒ | 3㎾        | 대전 동구 낭월동 300 (TJB 대전방송) | 대전·세종·충남·충북 전지역 |

## 시보 멘트
- 생명사랑 FM 106.3㎒ 기쁜소식 밝은세상 cpbc 대전가톨릭평화방송입니다. HLQO

## 제공시보
- 성심당
- 천주교 대전교구 산막골성지

## 정규방송 시간
- 라디오 : 매일 오전5:00 ~ 다음날 오전2:00 (21시간)

## 프로그램

### 라디오
- 오늘의 강론 (대전교구) 보관됨 2023-11-03 - 웨이백 머신 - 월~토요일 오전 6시 50분 ~ 오전 7시 (본방송), 월~토요일 오후 4시 50분 ~ 오후 5시 (재방송)
- 생방송, 퐌디의 평화를 빕니다! 보관됨 2023-11-03 - 웨이백 머신 - 평일 오전 11시 ~ 낮 12시

## 같이 보기
- KBS대전방송총국
- KBS청주방송총국
- KBS충주방송국
- 대전MBC
- MBC충북 청주방송국
- MBC충북 충주방송국
- TJB 대전방송
- CJB 청주방송
- 대전CBS
- 충북CBS
- 금강FM
- TBN 대전교통방송
- TBN 충북교통방송
- 대전국악방송
- BBS 청주불교방송